# بلانش دوآلپوژه

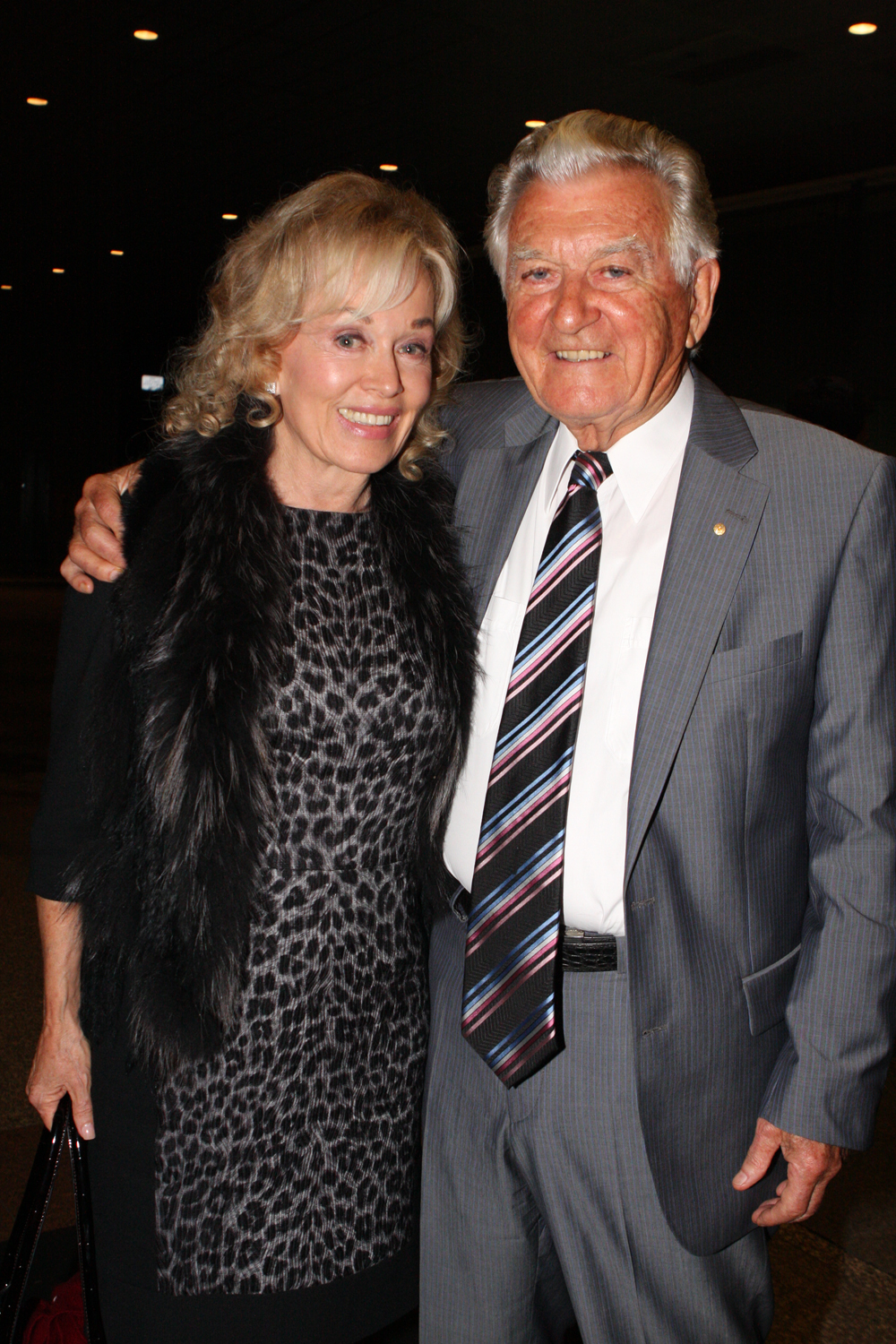

ژوزفین بلانش دالپوژه (زاده ۳ ژانویه ۱۹۴۴) نویسنده استرالیایی و همسر دوم باب هاوک، باسابقه‌ترین نخست‌وزیر کارگری استرالیا است. او یک پسر به نام لوئیس دارد که هنرمند و مجسمه‌ساز و یکی از بنیانگذاران Mungo سیدنی است.

## دستاوردها و جوایز
جوایز شامل موارد زیر است:
- ۱۹۸۰ - جایزه سالگرد طلایی قلم سیدنی برای داستان
- ۱۹۸۱ - جایزه برتر NSW برای داستان‌های غیرداستانی
- ۱۹۸۲ و ۱۹۸۳ - جایزه کتاب سال بریل
- ۱۹۸۲ - جایزه بهترین رمان سال برای ساحل لاک پشت
- ۱۹۸۲ - جایزه دولت استرالیای جنوبی برای داستان
- ۱۹۸۷ - افتتاحیه جایزه مشترک المنافع برای ادبیات - بخش استرالیا